# Lista de jogos para Nintendo 3DS
Esta é a lista de jogos que foram e estão para ser lançados para o console Nintendo 3DS, da Nintendo. (OBS: Esta lista está incompleta, sendo assim, faltando diversos títulos!)

## Jogos
| Título                                                                  | Desenvolvedor             | Publicador                 | Japão                   | Europa                  | América do Norte        |      |
| ----------------------------------------------------------------------- | ------------------------- | -------------------------- | ----------------------- | ----------------------- | ----------------------- | ---- |
| Ace Combat: Assault Horizon Legacy                                      | Bandai                    | Bandai                     | 12 de janeiro de 2012   | 2 de dezembro de 2011   | 15 de novembro de 2011  |      |
| Angler's Club: Ultimate Bass Fishing 3D                                 | Tamsoft                   | D3 Publisher               | Não Lançado             | 30 de setembro de 2011  | 30 de agosto de 2011    |      |
| Animal Crossing: New Leaf                                               | Nintendo                  | Nintendo EAD               | 8 de novembro de 2012   | 14 de junho de 2013     | 9 de junho de 2013      |      |
| Arcade 3D                                                               | TBA                       | UFO Interactive            | Não Lançado             | Não Lançado             | 13 de setembro de 2011  |      |
| Asphalt 3D                                                              | Ubisoft                   | Gameloft                   | 10 de março de 2011     | 25 de março de 2011     | 22 de março de 2011     |      |
| Azito 3D                                                                | TBA                       | Hamster                    | 3 de novembro de 2011   | Não Lançado             | Não Lançado             |      |
| Balloon Pop 2                                                           | Dreams                    | UFO Interactive            | Não Lançado             | 7 de fevereiro de 2012  | 14 de julho de 2011     |      |
| Batman (working title)                                                  | TBA                       | Warner Bros.               | TBA                     | TBA                     | TBA                     |      |
| Ben 10: Galactic Racing                                                 | Monkey Bar Games          | D3 Publisher               | Não Lançado             | 31 de janeiro de 2012   | 25 de outubro de 2011   |      |
| Beyond the Labyrinth                                                    | tri-Ace                   | Konami                     | 2012                    | TBA                     | TBA                     |      |
| Bikkuri! Tobidasu! Mahou no Pen                                         | Global A                  | Global A                   | 11 de agosto de 2011    | Não Lançado             | Não Lançado             |      |
| Bikkuriman Kanjuku Haoh: Sanmi Douran Sensouki                          | TBA                       | Nippon Ichi Software       | 21 de julho de 2011     | Não Lançado             | Não Lançado             |      |
| Bit. Trip Saga                                                          | Gaijin Games              | Aksys Games                | TBA                     | TBA                     | 13 de setembro de 2011  |      |
| BlazBlue: Continuum Shift II                                            | Arc System Works          | Aksys Games                | 31 de março de 2011     | 4 de novembro de 2011   | 31 de maio de 2011      |      |
| BloodRayne: The Shroud                                                  | TBA                       | Majesco Games              | TBA                     | TBA                     | TBA                     |      |
| Bravely Default: Flying Fairy                                           | TBA                       | Square Enix                | 2012                    | 2012                    | 2012                    |      |
| Brunswick Pro Bowling                                                   | FarSight Studios          | Crave Entertainment        | Não Lançado             | 27 de setembro de 2011  | 13 de agosto de 2011    |      |
| Bust-a-Move Universe                                                    | Arika                     | Square Enix                | 26 de fevereiro de 2011 | 21 de abril de 2011     | 27 de março de 2011     |      |
| Calcio Bit                                                              | ParityBit                 | Nintendo                   | 2012                    | TBA                     | TBA                     |      |
| Captain America: Super Soldier                                          | Sega                      | Sega Europe                | Não Lançado             | 21 de outubro de 2011   | 25 de outubro de 2011   |      |
| Carnival Games: Wild West 3D                                            | Take-Two Interactive      | 2K Games                   | Não Lançado             | TBA                     | 21 de novembro de 2011  |      |
| Cars 2: The Videogame                                                   | Avalanche Software        | Disney Interactive         | Não Lançado             | 11 de novembro de 2011  | 1 de novembro de 2011   |      |
| Cartoon Network: Punch Time Explosion                                   | Papaya Studios            | Crave                      | Não Lançado             | 18 de novembro de 2011  | 2 de junho de 2011      |      |
| Castlevania: Mirror of Fate                                             | Mercury Steam             | Konami                     | 20 de março de 2013     | 8 de março de 2013      | 5 de março de 2013      |      |
| Cave Story 3D                                                           | Nicalis                   | NIS America                | Não Lançado             | 11 de novembro de 2011  | 8 de novembro de 2011   |      |
| Centipede: Infestation                                                  | WayForward                | Atari                      | Não Lançado             | TBA                     | 1 de novembro de 2011   |      |
| Class of Heroes 3D                                                      | Zerodiv                   | Acquire                    | 7 de julho de 2012      | TBA                     | TBA                     |      |
| Chocobo Racing 3D                                                       | Square Enix               | Square Enix                | Cancelado em 2013       | Cancelado em 2013       | Cancelado em 2013       |      |
| Code of Princess                                                        | Agatsuma Entertainment    |                            | 19 de abril de 2012     | TBA                     | TBA                     |      |
| Combat of Giants: Dinosaurs 3D                                          | TBA                       | Ubisoft                    | 26 de fevereiro de 2011 | 1 de abril de 2011      | 22 de março de 2011     |      |
| Conduit                                                                 | High Voltage Software     | Sega                       | TBA                     | TBA                     | TBA                     |      |
| Contra (working title)                                                  | TBA                       | Konami                     | TBA                     | TBA                     | TBA                     |      |
| Crosswords Plus                                                         | TBA                       | Nintendo                   | 2012                    | 2012                    | 2012                    |      |
| Crush 3D                                                                | TBA                       | Sega                       | 23 de fevereiro de 2012 | 13 de janeiro de 2012   | 21 de fevereiro de 2012 |      |
| Cubic Ninja                                                             | AQ Interactive            | Ubisoft                    | 7 de abril de 2011      | 24 de junho de 2012     | 14 de junho de 2012     |      |
| Culdecept 3DS                                                           | Omiya Soft's              |                            | 28 de junho de 2012     | TBA                     | TBA                     |      |
| de Blob 2                                                               | TBA                       | THQ                        | TBA                     | TBA                     | TBA                     |      |
| Dead or Alive: Dimensions                                               | Team Ninja                | Koei                       | 19 de maio de 2011      | 20 de maio de 2011      | 24 de maio de 2011      |      |
| Deca Sports Extreme                                                     | Hudson Soft               | Hudson                     | 28 de abril de 2011     | Não Lançado             | 13 de setembro de 2011  |      |
| Doctor Lautrec and the Forgotten Knights                                | TBA                       | Konami                     | 7 de julho de 2011      | 25 de novembro de 2011  | 6 de dezembro de 2011   |      |
| Donkey Kong Country Returns 3D                                          | Monster Games             | Nintendo                   | 24 de maio de 2013      | 24 de maio de 2013      | 24 de maio de 2013      |      |
| Dragon Ball Z Extreme Butoden                                           | TBA                       | Bandai                     | 11 de junho de 2015     | 16 de outubro de 2015   | 20 de outubro de 2015   |      |
| Dragon Quest Monsters: Terry's Wonderland 3D                            | Square Enix               | Square Enix                | 21 de maio de 2012      | TBA                     | TBA                     |      |
| Dragon Marked for Death                                                 | Marvelous                 |                            | TBA                     | TBA                     | TBA                     |      |
| Dream Trigger 3D                                                        | D3 Publisher              | D3 Publisher               | TBA                     | 15 de julho de 2011     | 10 de maio de 2011      |      |
| Driver: Renegade                                                        | TBA                       | Ubisoft                    | 10 de novembro de 2011  | 2 de setembro de 2011   | 6 de setembro de 2011   |      |
| DualPenSports                                                           | Indies Zero               | Bandai                     | 2 de junho de 2011      | 2 de setembro de 2011   | 21 de junho de 2011     |      |
| Dynasty Warriors VS                                                     | TBA                       | Koei                       | 2012                    | TBA                     | 2012                    |      |
| Earthpedia                                                              | TBA                       | Gakken Kyouiku Shuppan     | TBA                     | TBA                     | TBA                     |      |
| Etrian Odyssey                                                          | TBA                       | Atlus Co.                  | TBA                     | TBA                     | TBA                     |      |
| F1 2011                                                                 | Sumo Digital              | Codemasters                | 22 de dezembro de 2011  | 24 de novembro de 2011  | 25 de novembro de 2011  |      |
| Face Racers: Photo Finish                                               | Renegade Kid              | Majesco Games              | TBA                     | TBA                     | 1 de dezembro de 2011   |      |
| Fantasy Life                                                            | Brownie Brown             | Level 5                    | 27 de dezembro de 2012  | 2013                    | 2013                    |      |
| FIFA 12                                                                 | EA Sports                 | Eletronic Arts             | Não Lançado             | 30 de setembro de 2011  | 27 de setembro de 2011  |      |
| FIFA 13                                                                 | EA Sports                 | Eletronic Arts             | 2012                    | 2012                    | 25 de setembro de 2012  |      |
| Fire Emblem: Awakening                                                  | Intelligent Systems       | Nintendo                   | 19 de abril de 2012     | 19 de abril de 2013     | 4 de fevereiro de 2013  |      |
| Fish Eyes 3D                                                            | TBA                       | Marvelous                  | 23 de junho de 2011     | Não Lançado             | Não Lançado             |      |
| Fish On                                                                 | TBA                       | ASCII Media Works          | 9 de junho de 2011      | Não Lançado             | Não Lançado             |      |
| Frogger 3D                                                              | Alpha Unit                | Konami                     | 22 de setembro de 2011  | TBA                     | 20 de setembro de 2011  |      |
| Gabrielle's Ghostly Groove 3D                                           | Santa Entertainment       | Natsume                    | 21 de julho de 2011     | 4 de outubro de 2011    | 3 de fevereiro de 2012  |      |
| Generator Rex: Agent of Providence                                      | Virtuos                   | Activision                 | Não Lançado             | 4 de novembro de 2011   | 1 de novembro de 2011   |      |
| Girls RPG: Cinderellife                                                 | TBA                       | Level 5                    | 2012                    | 2012                    | 2012                    |      |
| Green Lantern: Rise of the Manhunters                                   | Griptonite Games          | Warner Bros.               | Não Lançado             | 10 de junho de 2011     | 7 de junho de 2011      |      |
| Gundam the 3D Battle                                                    | TBA                       | Bandai                     | 24 de março de 2011     | TBA                     | TBA                     |      |
| Guild 01''                                                              | Level 5                   | Level 5                    | 17 de maio de 2012      | TBA                     | TBA                     |      |
| Hakuouki 3D                                                             | TBA                       | Idea Factory               | 24 de novembro de 2011  | Não Lançado             | Não Lançado             |      |
| Happy Feet Two: The Videogame                                           | WayForward                | Warner Bros.               | 25 de novembro de 2011  | TBA                     | 8 de novembro de 2011   |      |
| Harvest Moon: The Tale of Two Towns                                     | Marvelous                 | Natsume                    | TBA                     | TBA                     | 1 de novembro de 2011   |      |
| Hatsune Miku: Project Mirai                                             | Heroes of Ruin            | n-Space                    | Square Enix             | TBA                     | 2012                    | 2012 |
| Hyrule Warriors Legends                                                 | TBA                       | TBA                        | TBA                     | 2016                    | 2016                    |      |
| The Hidden                                                              | 1st Playable Prod.        | Majesco Games              | Não Lançado             | TBA                     | 3 de novembro de 2011   |      |
| Inazuma Eleven Go                                                       | Level 5                   | Level 5                    | 15 de dezembro de 2011  | TBA                     | TBA                     |      |
| James Noir's Hollywood Crimes                                           | Ubisoft                   | Ubisoft                    | Não Lançado             | 25 de novembro de 2011  | 1 de novembro de 2011   |      |
| JAWS: Ultimate Predator                                                 | n-Space                   | Majesco Games              | TBA                     | TBA                     | 1 de dezembro de 2012   |      |
| Kid Icarus: Uprising                                                    | Project Sora              | Nintendo EAD               | 23 de março de 2012     | 23 de março de 2012     | 23 de março de 2012     |      |
| Kingdom Hearts 3D: Dream Drop Distance                                  | Square Enix               | Square Enix                | 29 de março de 2012     | 20 de julho de 2012     | TBA                     |      |
| King of Pirates                                                         | Interceptor               | MarvelousAQL               | 2012                    | 2012                    | 2012                    |      |
| Kyoukugen Dasshutsu ADV: Zennin Shiboudesu                              | TBA                       | ChunSoft                   | 16 de fevereiro de 2012 | Não Lançado             | Não Lançado             |      |
| The Legend of Zelda: Ocarina of Time 3D                                 | GREZZO                    | Nintendo EAD               | 16 de junho de 2011     | 17 de junho de 2011     | 19 de junho de 2011     |      |
| LEGO City Stories                                                       | Traveller's Tales         | Nintendo EAD               | Não Lançado             | TBA                     | TBA                     |      |
| LEGO Harry Potter: Years 5-7                                            | Traveller's Tales         | Warner Bros.               | Não Lançado             | 18 de novembro de 2011  | 11 de novembro de 2011  |      |
| LEGO Pirates of the Caribbean: The Video Game                           | Traveller's Tales         | Disney Interactive Studios | Não Lançado             | 13 de maio de 2011      | 10 de maio de 2011      |      |
| LEGO Star Wars III: The Clone Wars                                      | Traveller's Tales         | LucasArts                  | Não Lançado             | 25 de março de 2011     | 27 de março de 2011     |      |
| Lost Heroes                                                             | Banpresto                 | Namco Bandai               | 2012                    | TBA                     | TBA                     |      |
| Luigi's Mansion: Dark Moon                                              | Next Level Games          | Nintendo EAD               | 20 de março de 2013     | 28 de março de 2013     | 24 de março de 2013     |      |
| Madden NFL Football                                                     | EA Tiburon                | Eletronic Arts             | Não Lançado             | 25 de março de 2011     | 22 de março de 2011     |      |
| Mahjong Cub3d                                                           | SunSoft                   | Atlus Co.                  | 3 de março de 2011      | Não Lançado             | 11 de outubro de 2011   |      |
| Mario & Sonic at the London 2012 Olympic Games                          | Nintendo                  | Sega                       | 2012                    | 10 de fevereiro de 2012 | 2012                    |      |
| Mario Kart 7                                                            | Retro Studios             | Nintendo                   | 1 de dezembro de 2011   | 2 de dezembro de 2011   | 4 de dezembro de 2011   |      |
| Mario Tennis Open                                                       | Camelot Software Planning | Nintendo                   | 2012                    | 2012                    | 2012                    |      |
| Marvel Super Hero Squad: Infinity Gauntlet                              | Griptonite Games          | THQ                        | Não Lançado             | 18 de novembro de 2011  | 11 de outubro de 2011   |      |
| Metal Gear Solid: Snake Eater 3D                                        | Kojima Productions        | Konami                     | 8 de março de 2012      | TBA                     | 2012                    |      |
| Michael Jackson: The Experience                                         | Ubisoft                   | Ubisoft                    | Não Lançado             | Predefinição:Dfs        | 8 de novembro de 2011   |      |
| Moe Moe Daisensou Gendaiban 3D                                          | SystemSoft Alpha          | SystemSoft Alpha           | 15 de dezembro de 2011  | Não Lançado             | Não Lançado             |      |
| Monster Hunter 3G                                                       | Capcom                    | Capcom                     | 10 de dezembro de 2011  | TBA                     | TBA                     |      |
| Monster Hunter 3 Ultimate                                               | Capcom                    | Capcom                     |                         | 22 de março de 2013     | 19 de março de 2013     |      |
| Monster Hunter 4                                                        | Capcom                    | Capcom                     | 2012                    | Não Lançado             | Não Lançado             |      |
| Nano Assault                                                            | Shin'en                   | Majesco Games              | Não Lançado             | TBA                     | 1 de dezembro de 2011   |      |
| Naruto Shippūden 3D: The New Era                                        | 505 Games                 | Takara Tomy                | 31 de março de 2011     | 17 de junho de 2011     | TBA                     |      |
| Nazo Waku Yakata: Oto no Ma ni Ma ni                                    | Capcom                    | Capcom                     | 4 de agosto de 2011     | Não Lançado             | Não Lançado             |      |
| Need for Speed: The Run                                                 | Black Box                 | Eletronic Arts             | 8 de dezembro de 2011   | 18 de novembro de 2011  | 15 de novembro de 2011  |      |
| Nekketsu Kouha Kunio-Kun Special                                        | Million Corp.             | Arc System Works           | 15 de dezembro de 2011  | Não Lançado             | Não Lançado             |      |
| New Love Plus                                                           | LovePlus Productions      | Konami                     | 14 de fevereiro de 2012 | Não Lançado             | Não Lançado             |      |
| New Super Mario Bros. 2                                                 | Nintendo                  | Sega                       | 19 de agosto de 2012    | 19 de agosto de 2012    | 19 de agosto de 2012    |      |
| Ninja Gaiden (working title)                                            | Team Ninja                | Tecmo Koei                 | TBA                     | TBA                     | TBA                     |      |
| Nintendogs + Cats                                                       | Nintendo                  | Nintendo EAD               | 26 de fevereiro de 2011 | 25 de março de 2011     | 27 de março de 2011     |      |
| One Piece: Unlimited Cruise SP                                          | Ganbarion                 | Bandai                     | 26 de maio de 2011      | 24 de fevereiro de 2012 | Não Lançado             |      |
| Order Up!!                                                              | SuperVillain Studios      | Ignition Entertainment     | Não Lançado             | 9 de dezembro de 2011   | 17 de janeiro de 2012   |      |
| Pac-Man & Galaga Dimensions                                             | Bandai                    | Bandai                     | 23 de junho de 2011     | 26 de agosto de 2011    | 26 de julho de 2011     |      |
| Pac-Man Party 3D                                                        | Bandai                    | Bandai                     | 22 de março de 2012     | 10 de fevereiro de 2012 | 11 de agosto de 2011    |      |
| Paper Mario Sticker Star                                                | Intelligent Systems       | Nintendo EAD               | 2012                    | 2012                    | 2012                    |      |
| Petz Fantasy 3D                                                         | Ubisoft                   | Ubisoft                    | Não Lançado             | Não Lançado             | 21 de junho de 2011     |      |
| Pilotwings Resort                                                       | Monster Games Inc.        | Nintendo EAD               | 14 de abril de 2011     | 25 de março de 2011     | 27 de março de 2011     |      |
| Pinball Hall of Fame: The Williams Collection                           | FarSight Studios          | Crave Entertainment        | Não Lançado             | Não Lançado             | 23 de setembro de 2011  |      |
| Pokémon Mystery Dungeon: Magnagate and the Infinite Labyrinth           | Chunsoft                  | Nintendo                   | 23 de novembro de 2012  |                         |                         |      |
| Pokémon Rumble Blast                                                    | Ambrella                  | Nintendo                   | 11 de agosto de 2011    | 2 de dezembro de 2011   | 24 de outubro de 2011   |      |
| Pro Evolution Soccer 2011 3D                                            | Konami                    | Konami                     | 26 de fevereiro de 2011 | 27 de março de 2011     | 25 de março de 2011     |      |
| Pro Evolution Soccer 2012 3D                                            | Konami                    | Konami                     | 12 de agosto de 2011    | TBA                     | 21 de fevereiro de 2012 |      |
| Pro Yakyuu Famista 2011                                                 | NOW Production            | Bandai                     | 31 de março de 2011     | Não Lançado             | Não Lançado             |      |
| Pro Yakyuu Spirits 2011                                                 | Konami                    | Konami                     | 14 de abril de 2011     | Não Lançado             | Não Lançado             |      |
| Professor Layton and the Mask of Miracles                               | Level 5                   | Level 5                    | 26 de fevereiro de 2011 | 2012                    | 2012                    |      |
| Professor Layton vs Ace Attorney                                        | Level 5                   | Capcom                     | TBA                     | TBA                     | TBA                     |      |
| Puyo Puyo                                                               | Sonic Team                | Sega                       | 15 de dezembro de 2011  | Não Lançado             | Não Lançado             |      |
| Rabbids: Travel in Time 3D                                              | Ubisoft                   | Ubisoft                    | 24 de março de 2011     | 1 de abril de 2011      | 10 de abril de 2011     |      |
| Rayman 3D                                                               | Ubisoft                   | Ubisoft                    | Não Lançado             | 25 de março de 2011     | 22 de março de 2011     |      |
| Rayman Origins                                                          | Ubisoft                   | Ubisoft                    | Não Lançado             | 16 de março de 2012     | 20 de março de 2012     |      |
| Reel Fishing Paradise 3D                                                | Funbox Media              | Natsume                    | Não Lançado             | 20 de janeiro de 2012   | 21 de junho de 2011     |      |
| Resident Evil: Revelations                                              | Capcom                    | Capcom                     | 26 de janeiro de 2012   | 27 de janeiro de 2012   | 7 de fevereiro de 2012  |      |
| Resident Evil: The Mercenaries 3D                                       | Capcom                    | Capcom                     | 2 de junho de 2011      | 1 de julho de 2011      | 28 de junho de 2011     |      |
| Rhythm Thief & the Emperor's Treasure                                   | Sega                      | Sega                       | 19 de janeiro de 2012   | Não Lançado             | 2012                    |      |
| Ridge Racer 3D                                                          | Bandai                    | Bandai                     | 26 de fevereiro de 2011 | 25 de março de 2011     | 22 de março de 2011     |      |
| RollerCoaster Tycoon 3D                                                 | n-Space                   | Atari                      | Não Lançado             | 2012                    | 2012                    |      |
| Runabout 3D: Drive: Impossible                                          | Rocket Company            | Rocket Company             | Não Lançado             | Não Lançado             | 19 de janeiro de 2012   |      |
| Rune Factory 4                                                          | Neverland                 | Marvelous                  | 2012                    | 2012                    | 2012                    |      |
| Samurai Warriors Chronicles                                             | Omega Force               | Koei Tecmo Games           | 26 de fevereiro de 2011 | 25 de março de 2011     | 27 de março de 2011     |      |
| SD Gundam G Generation 3D                                               | Bandai                    | Bandai                     | 22 de dezembro de 2011  | Não Lançado             | Não Lançado             |      |
| Senran Kagura: Shoujotachi no Shinei                                    | Marvelous                 | Marvelous                  | 22 de setembro de 2011  | Não Lançado             | Não Lançado             |      |
| Shin Megami Tensei IV                                                   | TBA                       | Atlus Co.                  | 23 de maio de 2013      | TBA                     | 16 de julho de 2013     |      |
| Shin Megami Tensei: Devil Survivor Overclocked                          | Atlus                     | Atlus                      | 1 de setembro de 2011   | Não Lançado             | 23 de agosto de 2011    |      |
| Shin Megami Tensei: Persona                                             | TBA                       | Atlus                      | TBA                     | TBA                     | TBA                     |      |
| Shinobi 3DS                                                             | Griptonite Games          | Sega                       | 17 de novembro de 2011  | 11 de novembro de 2011  | 15 de novembro de 2011  |      |
| Spirit Camera''                                                         | Tecmo                     | Nintendo                   | 12 de janeiro de 2012   | 2012                    | 13 de abril de 2012     |      |
| Shovel Knight                                                           | Yacht Club Games          | Yacht Club Games           | Não lançado             | 6 de dezembro de 2014   | 26 de junho de 2014     |      |
| The Sims 3                                                              | Visceral Games            | EA Games                   | 1 de abril de 2011      | 25 de março de 2011     | 22 de março de 2011     |      |
| The Sims 3: Pets                                                        | The Sims Studio           | Eletronic Arts             | 17 de novembro de 2011  | 21 de outubro de 2011   | 18 de outubro de 2011   |      |
| Skylanders: Spyro's Adventure                                           | Vicarious Visions         | Activision                 | Não Lançado             | 14 de outubro de 2011   | 16 de outubro de 2011   |      |
| Slime MoriMori Dragon Quest 3: Taikaizoku to Shippo Dan                 | Square Enix               | Square Enix                | 2 de novembro de 2011   | Não Lançado             | Não Lançado             |      |
| Sonic Generations                                                       | Sonic Team                | Sega                       | 1 de dezembro de 2011   | 25 de novembro de 2011  | 22 de novembro de 2011  |      |
| Spider-Man: Edge of Time                                                | Beenox                    | Activision                 | Não Lançado             | 14 de outubro de 2011   | 4 de outubro de 2011    |      |
| SpongeBob Squigglepants 3D                                              | WayForward                | THQ                        | Não Lançado             | 27 de maio de 2011      | 17 de maio de 2011      |      |
| Star Fox 64 3D                                                          | Q-Games                   | Nintendo                   | 14 de julho de 2011     | 9 de setembro de 2011   | 9 de setembro de 2011   |      |
| Steel Diver                                                             | Nintendo                  | Nintendo EAD               | 12 de maio de 2011      | 6 de maio de 2011       | 27 de março de 2011     |      |
| Super Mario 3D Land                                                     | Nintendo                  | Nintendo EAD               | 3 de novembro de 2011   | 18 de novembro de 2011  | 13 de novembro de 2011  |      |
| Super Monkey Ball 3D                                                    | Amusement Vision          | Sega                       | 3 de março de 2011      | 25 de março de 2011     | 27 de março de 2011     |      |
| Super Smash Bros. for Nintendo 3DS and Wii U                            | Sora Ltd. Namco Bandai    | Nintendo                   | 6 de dezembro de 2014   | 28 de novembro de 2014  | 21 de novembro de 2014  |      |
| Super Street Fighter IV: 3D Edition                                     | Dimps                     | Capcom                     | 26 de fevereiro de 2011 | 25 de março de 2011     | 27 de março de 2011     |      |
| Tales of the Abyss                                                      | Bandai                    | Bandai                     | 30 de junho de 2011     | 25 de novembro de 2011  | 14 de fevereiro de 2012 |      |
| Tekken 3D: Prime Edition                                                | Bandai                    | Bandai                     | 16 de fevereiro de 2012 | 29 de fevereiro de 2012 | 2012                    |      |
| Tetris Axis                                                             | Hudson                    | Tetris Online, Inc.        | 20 de outubro de 2011   | 21 de outubro de 2011   | 2 de outubro de 2011    |      |
| Theatrhythm Final Fantasy                                               | Indies Zero               | Square Enix                | 16 de fevereiro de 2012 | TBA                     | TBA                     |      |
| Thor: God of Thunder                                                    | Red Fly Studio            | Sega                       | Não Lançado             | 9 de setembro de 2011   | 13 de setembro de 2011  |      |
| Time Travelers                                                          | Level 5                   | Level 5                    | 2012                    | TBA                     | TBA                     |      |
| Tom Clancy's Ghost Recon: Shadow Wars                                   | Ubisoft                   | Ubisoft                    | 19 de maio de 2011      | 25 de março de 2011     | 22 de março de 2011     |      |
| Tom Clancy's Splinter Cell 3D                                           | Ubisoft                   | Ubisoft                    | 17 de maio de 2011      | 25 de março de 2011     | 10 de abril de 2011     |      |
| Transformers: Dark of the Moon - Stealth Force Edition                  | Behavior Interactive      | Activision                 | Não Lançado             | 24 de junho de 2011     | 14 de junho de 2011     |      |
| UnchainBlades ReXX                                                      | FuRyu                     | FuRyu                      | 14 de julho de 2011     | Não Lançado             | Não Lançado             |      |
| Virus Shooter XX                                                        | TBA                       | Dorart                     | 31 de março de 2011     | Não Lançado             | Não Lançado             |      |
| WonderWorld Amusement Park                                              | TBA                       | Majesco Games              | TBA                     | TBA                     | TBA                     |      |
| WWE All Stars                                                           | Subdued Software          | THQ                        | Não Lançado             | 25 de novembro de 2011  | 22 de novembro de 2011  |      |
| Yu-Gi-Oh! ZEXAL World Championship 2012: Beginning the Legendary Number | Konami                    | Konami                     | 25 de fevereiro de 2012 | Não Lançado             | Não Lançado             |      |
| Zoo Resort 3D                                                           | AQ Interactive            | Ubisoft                    | 19 de maio de 2011      | 11 de novembro de 2011  | 25 de outubro de 2011   |      |

## Nintendo 3DS Download Software
| Título                           | Desenvolvedor           | Publicador              | Japão                   | Europa                  | América do Norte]       |
| -------------------------------- | ----------------------- | ----------------------- | ----------------------- | ----------------------- | ----------------------- |
| Dillon's Rolling Western         | Vanpool                 | Nintendo                | 22 de fevereiro de 2012 | 22 de fevereiro de 2012 | 22 de fevereiro de 2012 |
| Mighty Switch Force              | WayForward Technologies | WayForward Technologies | TBA                     | 22 de dezembro de 2011  | 22 de dezembro de 2011  |
| Mutant Mudds                     | Renegade Kid            | Renegade Kid            | TBA                     | Q2 2012                 | 26 de janeiro de 2012   |
| Pushmo                           | Intelligent Systems     | Nintendo                | 5 de outubro de 2011    | 8 de dezembro de 2011   | 8 de dezembro de 2011   |
| Sakura Samurai: Art of the Sword | Nintendo                | Nintendo                | 16 de novembro de 2011  | TBA                     | 2 de fevereiro de 2012  |
| VVVVVV                           | Nicalis                 | Nicalis                 | TBA                     | TBA                     | 29 de dezembro de 2011  |